# جون لوكاس الثاني
جون لوكاس الثاني (بالإنجليزية: John Lucas II)‏ مواليد 31 أكتوبر 1953 في درم، هو مدرب كرة سلة أمريكي ولاعب سابق. بدأ مسيرته الاحترافية في سنة 1976. تم اختياره من قبل فريق هيوستن روكتس خلال الدرافت. يدرب هيوستن روكتس في الرابطة الوطنية لكرة السلة. يبلغ طوله 6 قدم 3 بوصة (1.9 م). مثّل منتخب بلاده. حقق المركز الأول في دورة الألعاب الأمريكية 1975. اعتزل اللعب في 1990. أحرز خلال مسيرته في الإن بي إيه 9951 نقطة بمعدل 10.7 نقاط في المباراة الواحدة.

## المسيرة الاحترافية
لعب مع هيوستن روكتس من سنة 1976 إلى 1978، ثم لعب مع غولدن ستايت ووريورز من سنة 1978 إلى 1981، ثم لعب مع واشنطن ويزاردز من سنة 1981 إلى 1983، ثم لعب مع سان أنطونيو سبرز في موسم 1983–1984، ثم لعب مع هيوستن روكتس من سنة 1984 إلى 1986، ثم لعب مع ميلووكي باكز من سنة 1986 إلى 1988، ثم لعب مع سياتل سوبرسونيكس في موسم 1988–1989، ثم لعب مع هيوستن روكتس في موسم 1989–1990.

## الميداليات
| الميدالية | المسابقة                         |
| --------- | -------------------------------- |
| برونزية   | بطولة كأس العالم لكرة السلة 1974 |
| ذهبية     | دورة الألعاب الأمريكية 1975      |

## إحصائيات المسيرة
| الفريق                 | السنة   | G   | W   | L   | W–L% | النهاية | PG | PW | PL | PW–L% | النتيجة                  |
| ---------------------- | ------- | --- | --- | --- | ---- | ------- | -- | -- | -- | ----- | ------------------------ |
| سان أنطونيو سبرز       | 1992–93 | 61  | 39  | 22  | .639 | 2       | 10 | 5  | 5  | .500  | خسر في نصف نهائي القسم   |
| سان أنطونيو سبرز       | 1993–94 | 82  | 55  | 27  | .671 | 2       | 4  | 1  | 3  | .250  | خسر في الجولة الأولى     |
| فيلادلفيا سفنتي سيكسرز | 1994–95 | 82  | 24  | 58  | .293 | 6       | —  | —  | —  | —     | غاب عن الأدوار الإقصائية |
| فيلادلفيا سفنتي سيكسرز | 1995–96 | 82  | 18  | 64  | .220 | 7       | —  | —  | —  | —     | غاب عن الأدوار الإقصائية |
| كليفلاند كافالييرز     | 2001–02 | 82  | 29  | 53  | .354 | 7       | —  | —  | —  | —     | غاب عن الأدوار الإقصائية |
| كليفلاند كافالييرز     | 2002–03 | 42  | 8   | 34  | .190 | (أقيل)  | —  | —  | —  | —     | —                        |
| المسيرة                |         | 431 | 173 | 258 | .401 |         | 14 | 6  | 8  | .429  |                          |

## روابط خارجية
- جون لوكاس الثاني على موقع الاتحاد الدولي لكرة السلة (الإنجليزية)
- جون لوكاس الثاني على موقع إن بي أي (الإنجليزية)
- جون لوكاس الثاني على موقع سبورتس رفرنس (الإنجليزية)
- جون لوكاس الثاني على موقع كلية كرة السلة في سبورتس رفرنس.كوم (الإنجليزية)
- جون لوكاس الثاني على موقع ريلجم (الإنجليزية)
- جون لوكاس الثاني على موقع بروبوليرز (الإنجليزية)
- جون لوكاس الثاني على موقع سبورتس رفرنس (الإنجليزية)
- جون لوكاس الثاني على موقع رابطة محترفي التنس (الإنجليزية)
- جون لوكاس الثاني على موقع قاعة كارولاينا الشمالية للمشاهير الرياضية (الإنجليزية)